# Пузиков Сергій Тимофійович
Сергій Тимофійович Пузиков (Пузіков) (15 травня 1916, хутір Пришиб Області Війська Донського, тепер Морозовського району Ростовської області, Російська Федерація — 18 жовтня 1962, місто Липецьк, тепер Російська Федерація) — радянський діяч, 1-й секретар Липецького обласного комітету КПРС, голова Ростовського облвиконкому. Кандидат у члени ЦК КПРС у 1961—1962 роках. Депутат і заступник голови Верховної ради Російської РФСР 4—5-го скликань. Депутат Верховної Ради СРСР 6-го скликання.

## Життєпис
Народився в селянській родині. У 1932 році вступив до комсомолу.
У 1935 році закінчив Каменське педагогічне училище.
У 1935—1938 роках — вчитель початкової школи в Ростовській області.
У 1938—1939 роках — слухач Вищої комуністичної сільськогосподарської школи.
Член ВКП(б) з 1939 року.
У 1939—1944 роках — заступник редактора і редактор районної газети «Морозовский большевик» Ростовської області; начальник політичного відділу машинно-тракторної станції (МТС).
У 1944—1946 роках — секретар Зимовніківського районного комітету ВКП(б) Ростовської області; 1-й секретар Александровського районного комітету ВКП(б) Ростовської області.
У 1946—1949 роках — слухач Вищої партійної школи при ЦК ВКП(б).
У 1949—1950 роках — 1-й секретар Азовського районного комітету ВКП(б) Ростовської області.
У 1950—1954 роках — завідувач відділу партійних органів Ростовського обласного комітету ВКП(б) (КПРС).
У січні 1954 — липні 1960 року — 2-й секретар Ростовського обласного комітету КПРС.
У липні — грудні 1960 року — голова виконавчого комітету Ростовської обласної ради депутатів трудящих.
21 листопада 1960 — 18 жовтня 1962 року — 1-й секретар Липецького обласного комітету КПРС.
Помер 18 жовтня 1962 року після важкої хвороби. Похований на Євдокіївському цвинтарі міста Липецька.

## Нагороди і звання
- орден Трудового Червоного Прапора
- чотири медалі